# Alcaria (Porto de Mós)
Alcaria ist ein Ort und eine ehemalige Gemeinde (Freguesia) im portugiesischen Kreis Porto de Mós. Die Gemeinde hatte 244 Einwohner (Stand 30. Juni 2011).
Am 29. September 2013 wurden die Gemeinden Alcaria und Alvados zur neuen Gemeinde União das Freguesias de Alvados e Alcaria zusammengeschlossen.